# Marktkauf Holding
Marktkauf Holding GmbH est une enseigne de la grande distribution en Allemagne. C'est une filiale du groupe Edeka. Le siège social est situé à Bielefeld. 
L'enseigne Marktkauf est apposée sur le fronton des plus grands hypermarchés (SB-Warenhaus en allemand) du groupe, soit des surfaces de vente de plus de 4 000 m2[réf. nécessaire]. 